# آزمون ضربه ایزود

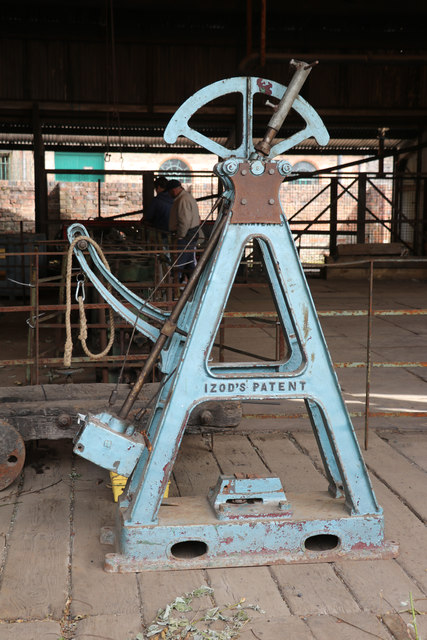
تستر ضربه ایزود در شهر ویکتوریایی بلیست هیل

آزمون ضربه یکی از روشهای استاندارد برای به دست آوردن انرژی شکست مواد در اثر تنش دینامیکی است. مکانیزم آزمون ضربه تعیین مقدار انرژی لازم برای شکستن قطعه در اثر ضربه می‌باشد. اطلاعاتی که از این آزمون به دست می‌آید در درک چگونگی رفتار ماده در موقعیت‌های کاربردی واقعی بسیار کاربردی است. هدف آزمون ضربه شبیه‌سازی شرایط واقعی به منظور تلاش برای جلوگیری از شکست و پیش بینی شکست نمونه است.
از مهم‌ترین و متداول‌ترین روش‌های آزمایش ضربه، دو روش آیزود (Izod) و چارپی (Charpy) می‌باشد. این دو روش فقط در نحوه قرارگیری نمونه‌ها در دستگاه آزمایش ضربه با یکدیگر تفاوت دارند.
رفتار مواد در برابر (ضربه) در مقایسه با بار استاتیکی مشابه (کشش) بسیار متفاوت می‌باشد. تست ضربه معیار مناسبی برای تعیین و طبقه‌بندی تمایل پلاستیک‌های مختلف برای رفتار ترد می‌باشند.

## شرح نحوه انجام تست آیزود

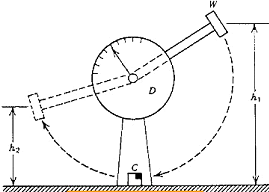

دستگاه تست ضربه آیزود (Izod Impact test) متشکل است از یک آونگ سنگین نصب شده در یک قاب محکم. آونگی با جرم ۲۷٫۲۴ کیلوگرم (۶۰ پوند)، از ارتفاع ۰٫۶۱ متری (۲ فوت) شروع به حرکت می‌کند. سرعت آونگ در پایین‌ترین نقطه نوسان، تقریباً۳٫۵ متر بر ثانیه است. آونگ در پایین‌ترین نقطه حرکتش به نمونه آزمایش شیاردار، که محکم در گیره بسته شده است، برخورد می‌کند. بخشی از ضربه آونگ صرف شکستن نمونه آزمایش می‌شود. پس از برخورد، بالاترین ارتفاع آونگ یادداشت می‌شود. مقدار واقعی انرژی مصرف شده در اثر شکست نمونه، توسط شاخص متحرکی که همراه با آونگ در حال حرکت، روی یک صفحه مدرج حرکت می‌کند و در موقعیت حداکثر آونگ متوقف می‌شود، قابل خواندن است. نتیجه آزمایش ضربه نمونه شیاردار به صورت انرژی جذب شده در واحد سطح گزارش می‌شود و متداول‌ترین واحد آن کیلوژول بر مترمربع (KJ/m2) است. مساحت مورد محاسبه، مقطع باقیمانده در قسمت شکاف است.
مقطع نمونه آزمایش استاندارد، مربع ۱۰ × ۱۰ میلی‌متر یا دایره‌ای به قطر ۱۱٫۴ میلی‌متر است. در این نمونه‌ها یک شیار V شکل به عمق ۲ میلی‌متر با فرز ایجاد می‌شود. نمونه آزمایش ممکن است فقط یک شیار داشته باشد یا دارای سه شیار در سه وجه مختلف با زاویه‌های ۹۰ درجه نسبت به یکدیگر باشند.
با هر نمونه آزمایش سه شیاره، سه نتیجه آزمایش به دست می‌آید. پس از آزمایش اول و دوم نمونه را بالا آورده و در محل جدید در گیره می‌بندند. استقرار دقیق نمونه آزمایش در گیره بسیار مهم است و برای این منظور از یک شابلن ویژه استفاده می‌شود. نتایج آزمون‌های ضربه می‌توانند پراکندگی زیادی داشته باشند و توصیه می‌شود میانگین نتایج شش آزمایش یا بیشتر گزارش شوند.
آزمون آیزود علاوه بر کاربرد برای فلزات، برای مواد پلاستیکی هم مورد استفاده قرار می‌گیرد. برای مواد پلاستیکی میانگین ده آزمایش انجام می‌گیرد. یک عیب آزمون ایزود این است که به همان راحتی آزمون شارپی، استحکام ضربه‌ای مواد در دماهایی غیر از دماهای محیط را نمی‌توان تعیین کرد. اگر نمونه‌ها از کوره یا یخچال خارج شوند، ممکن است در فاصله زمان تنظیم محل دقیقشان در گیره به مقدار زیاد، ولی غیرقابل اندازه‌گیری، گرم یا سرد شوند.

## کاربردها و خدمات قابل ارائه
- تعیین مقاومت ماده در برابر ضربه
- بررسی اثر دما بر مقاومت ضربه
- بررسی درجه حساسیت مواد به شکاف (ناچ)
- ارزیابی خصوصیات سطح مقطع شکست
- کمک به انتخاب صحیح مواد در شرایط دارای تنش و دمای مشخص
- تخمین و طبقه‌بندی رفتار شکست ترد
- تعیین چقرمگی

## پارامترهای قابل اندازه‌گیری
فیزیکی، مکانیکی

## زمینه‌های کاربردی
مهندسی

## ابعاد نمونه
- نمونه مورد نیاز برای انجام تست Izod:
- ۶۳/۵mm*۱۲/۷mm
- نمونه مورد نیاز برای انجام تست Charpy:
- ۱۲۷mm*۱۲/۷mm
- همچنین ضخامت نمونه مورد استفاده بین ۳mm-۱۲/۷mm می‌باشد.
- ضمناً معمولاً برای انجام آزمون ضربه در نمونه، ناچ ایجاد می‌شود. تعداد حداقل سه نمونه برای هر تست مورد لازم می‌باشد. (همچنین نمونه اضافه به عنوان نمونه شاهد مورد نیاز می

باشد)

## معایب تست ضربه آیزود
این مکانیزم تنها می‌تواند انرژی پتانسیل از ۱ تا ۲۵ ژول را اندازه بگیرد.

## استانداردهای قابل استفاده
- ASTM D256
- ASTM D4812
- ASTM D6110
- ASTM D6160
- BSI 2782-35
- BSI 2782-359
- BSI 7413
- DIN 53453
- ISO 179
- ISO 180
- ISO/DIS 7628
- NF T51-111